# Bogen
Bogen – miasto w Niemczech, w kraju związkowym Bawaria, w rejencji Dolna Bawaria, w regionie Donau-Wald, w powiecie Straubing-Bogen. Leży około 10 km na północny wschód od Straubingu, nad Dunajem, przy autostradzie A3 i linii kolejowej Straubing – Cham.

## Dzielnice
W skład miasta wchodzą następujące dzielnice: Bogen, Bogenberg, Degernbach, Oberalteich, Pfelling, Furth.

## Demografia
| Rok  | Liczba mieszk. |
| 1970 | 8 623          |
| 1987 | 8 199          |
| 2000 | 10 157         |

## Zabytki
- klasztor Oberalteich
- kościół pw. Wniebowstąpienia NMP (Sankt Maria Himmelfahrt)
- kościół pw. św. Salwatora (St. Salvator)

## Osoby urodzone w Bogen
- Ludwig von Mussinan – generał

## Oświata
W gminie znajduje się 281 miejsc przedszkolnych (306 dzieci), 3 szkoły podstawowe (40 nauczycieli, 778 uczniów), gimnazjum (47 nauczycieli, 757 uczniów) i Realschule (50 nauczycieli i 809 uczniów).

## Współpraca
Miejscowości partnerskie:
- Arco, Włochy
- Arthez-de-Béarn, Francja
- Schotten, Hesja
- Sortawała, Rosja
- Wilhering, Austria